# موتور سید نواز عالیشاه
موتور سید نواز عالیشاه یک منطقهٔ مسکونی در ایران است که در دهستان پیرسهراب واقع شده‌است. موتور سید نواز عالیشاه ۴۰ نفر جمعیت دارد.